# Herreruela
Herreruela település Spanyolországban, Cáceres tartományban. Herreruela Cáceres, Alburquerque, Salorino, Brozas és San Vicente de Alcántara községekkel határos. Lakosainak száma 325 fő (2024).

## Népesség
A település népessége az elmúlt években az alábbi módon változott:
| Lakosok száma | 337  | 408  | 397  | 386  | 369  | 376  | 369  | 333  | 329  | 325  |
|               | 2001 | 2004 | 2006 | 2009 | 2011 | 2014 | 2016 | 2019 | 2021 | 2024 |